# Сиди Буна Амар
Сиди Амар Сиди Буна Амар (на арабски: سيدي بونا عمار) е белгийски и мавритански футболист, играещ като нападател за мароканския Видад (Казабланка) и националния отбор на Мавритания. Участник в 2023 където вкарва първия гол за отбора си срещу Ангола при загубата с 2:3.

## Успехи
Нуадибу (Нуакшот)
- Супер Д1
  -  Шампион на Мавритания (1): 2022/23